# Anita Harrewyn
Anita Harreweyn is een Belgische emeritus magistraat.

## Levensloop
Anita Harreweyn studeerde rechten aan de Rijksuniversiteit Gent. Ze begon haar carrière in 1972 als advocaat-stagiair. Ze werkte onder meer op het kantoor van Piet Van Eeckhaut. Later begon ze een loopbaan in de magistratuur. In 1993 werd ze advocaat-generaal en in 2008 eerste advocaat-generaal bij het hof van beroep van Gent. In 2011 volgde ze Frank Schins als procureur-generaal van het hof van beroep van Gent op. Eind 2015 ging ze op eigen verzoek met pensioen. Erwin Dernicourt volgde haar op.
Ze was getrouwd met Knack-journalist Frank De Moor.